# 馬斯烏德二世
馬斯烏德二世（II. Mesud，?—?），西喀喇汗国第17代汗，阿里·恰格雷汗的儿子。西喀喇汗国是西辽的属国，阿里·恰格雷汗死后，侄子马黑木三世和儿子馬斯烏德二世争位。最后在西辽的支持下，馬斯烏德二世胜出，夺得汗位。他联合西辽、东喀喇汗攻打花剌子模支持的葛逻禄，最终击败了葛逻禄人，他死后，马黑木三世的弟弟骨咄祿·毗伽汗夺得汗位。
| 前任： 马黑木三世 | 西喀喇汗国可汗 1161年—1170年 | 繼任： 骨咄祿·毗伽汗 |